# 外掛け
- 相撲の決まり手。本項で説明する。
- ブラジリアン柔術において、足関節技やスイープを仕掛ける際に相手の脚に脚を外側からからみつける反則行為。非常に厳しいペナルティが降され、即反則負けになる。
- 柔道家の川石酒造之助の書籍にある小外掛の変化技外掛[1]。相手を側方に倒す。

外掛け（そとがけ）とは、相撲の決まり手の一つである。片足を相手の足の外側から掛け、重心を崩して倒す。
柔道の小外掛にあたる技である。
体を開かずに腕だけで投げに行く強引な投げ技に対しての非常に有効な逆転技の一つであり、上位力士が強引な投げで下位力士にこの技で負けてしまう波乱が起こる事もしばしばある。1939年1月場所4日目、それまで無敵の69連勝を続けてきた大横綱・双葉山を、当時前頭3枚目の新鋭安藝ノ海節男が左外掛けで(翌日の新聞ではなぜか全て「右外掛け」となっている)下し、文字通り「世紀の一番」となった。この一番も頭を下げて食い下がる安藝ノ海に対し、体を起こそうと双葉山が腰高のまま下手投げを打った直後に決まったものである。
- 1980年1月場所初日、関脇・増位山が横綱・輪島を左外掛けで破った一番。

佐渡ヶ嶽（元幕内・阿久津川）は自ら主宰する一般向けの道場において、「倒れたときのケガの危険性がある」として外掛けを「禁じ手」とした。いっぽう、笠置山は佐渡ヶ嶽のこの指導方針に対し「何も知らない人でも、そういう立場になったら必ず足を絡みます。自然の行為を止める、これは一番いけないことで、興味というものがなくなって来る」「外掛けをかけられても怪我をしないような方法を考えるべき」として批判的にとらえている。
かつては安美錦が得意としており、横綱・朝青龍、白鵬に対してこの技で勝った事がある。他にも豪栄道や佐田の海もこの技を得意としている。